# Мария Калабрийская
Мария Калабрийская (6 мая 1329, Неаполь — 20 мая 1366, Неаполь) — неаполитанская принцесса из Анжу-Сицилийского дома, графиня Альбы. Младшая сестра королевы Неаполя Джованны I. Её дочь Маргарита от первого брака с герцогом Дураццо Карлом была регентом Неаполитанского королевства. Внуки Марии, Владислав Дураццо и после его смерти Джованна II, унаследовали корону Неаполя.

## Биография
Мария была пятым ребёнком Карла, герцога Калабрийского (старший сын короля Неаполя Роберта Мудрого) и Марии Валуа (сестра короля Франции Филиппа VI). Она родилась примерно через шесть месяцев после смерти своего отца 9 ноября 1328 года. На момент её рождения из четырёх братьев и сестёр в живых оставалась лишь Джованна. Два года спустя, 23 октября 1331 года, Мария Валуа умерла во время паломничества в Бари, оставив Марию и её старшую сестру (ныне наследницу престола Неаполя) сиротами. Они обе были воспитаны в Неаполе при дворе своего деда короля Роберта.
Буллой, датированной 30 июня 1332 года, папа Иоанн XXII официально постановил, что Мария и её старшая сестра должны выйти замуж за сыновей короля Венгрии Карла Роберта: Джованна была обручена с Андреем, а Мария была предназначена для его старшего брата и наследника венгерского престола Людовика; однако если бы Джованна умерла до заключения брака, то за Андрея вышла бы Мария.
Король умер 20 января 1343 года. Согласно его завещанию, старшая сестра Марии Джованна должна была стать королевой Неаполя, в то время как Мария получила графство Альба и обширное наследство. Её помолвка с Людовиком Венгерским была подтверждена.

### Первый брак
Вскоре после смерти деда Мария была похищена Агнессой Перигорской, вдовой Иоанна, герцога Дураццо. Агнесса устроила брак Марии со своим сыном Карлом, герцогом Дураццо. Брак состоялся 21 апреля 1343 года, когда невесте было почти 14 лет, а жениху — 20 лет. У них было пятеро детей:
- Людовик (1343—1344)
- Иоанна (1344—1387), герцогиня Дураццо, которая в 1366 году вышла замуж за Людовика д’Эврё, а в 1376 — за Робера д’Артуа.
- Агнесса (1345—1388), которая в 1363 году вышла замуж за сеньора Вероны Кансиньорио делла Скала, а затем — за титулярного императора Константинополя Жака де Бо.
- Клементина (1346—1363)
- Маргарита (1347—1412), которая в 1369 году вышла замуж за неаполитанского короля Карла III.

Карл и Мария возглавили фракцию, противостоящую королеве Джоанне и её второму мужу Людовику Тарентскому. 15 января 1348 года Карл был назначен генерал-лейтенантом и губернатором Неаполитанского королевства. Король и королева бежали перед лицом вторжения короля Венгрии, Карл увидел возможность захватить власть в их отсутствие. Однако он был пленён венграми всего несколько дней спустя, а 23 января 1348 года был обезглавлен перед Сан-Пьетро-а-Майеллой. Его пребывание у власти длилось меньше недели. Мария стала вдовой в 19 лет.

### Второй брак
После смерти Карла Мария бежала из Неаполя в Авиньон. Она искала убежище при дворе папы Климента VI. В 1348 году Чёрная смерть достигла итальянского полуострова, вынудив короля Венгрии и большую часть его армии отступить на родину в надежде избежать распространяющейся эпидемии. Мария вернулась в Неаполь и поселилась в Кастель-дель-Ово.
Согласно «Хронике Парфенопа», неаполитанские князья, которых венгерский король Людовик заключил в тюрьму во время своей первой кампании в Южной Италии, предложили ему жениться на Марии, его несостоявшейся невесте. Во время осады Аверсы летом 1350 года Людовик встретил своего посланника в близлежащей Трентола-Дучента, и условия брака были согласованы. Однако до того, как брак мог состояться, Мария была снова похищена, на этот раз Гуго IV, лордом Бо и графом Авеллино, который заставил Марию выйти замуж за своего старшего сына и наследника Роберта. Детей у них не было.
Гуго IV был убит по приказу зятя Марии Людовика Тарентского в 1351 году. Два года спустя, в 1353 году, Мария была наконец спасена королём Венгрии, однако её муж Роберт был пленён и заключён Людовиком в тюрьму Таранто в Кастель-дель-Ово, где он был убит по её приказу. Она лично наблюдала за расправой.

### Третий брак
Вскоре после смерти второго мужа Мария была снова заключена в тюрьму, на этот раз Людовиком Тарентским, и была освобождена только в апреле 1355 года после её свадьбы с Филиппом II Тарентским, младшим братом Людовика. У них было пятеро сыновей, все умерли в младенчестве:
- Филипп (1356)
- Карл (1358)
- Филипп (1360)
- мертворождённый сын (1362)
- мертворождённый сын (1366)

В своём завещании король Неаполя Роберт назвал Марию наследницей Неаполитанского королевства в том случае, если Джоанна I умерла бы бездетной. Когда Мария умерла в 1366 году, её претензии на трон перешли к её трём выжившим дочерям; супруг третьей из них в конечном итоге занял трон Неаполя в 1382 году как Карл III. Мария умерла в 37 лет и была похоронена в базилике Санта-Кьяра в Неаполе.